# Mark Phillips
Mark Antony Peter Phillips CVO (Tetbury, Gloucestershire, 22 de setembro de 1948) é um ex-cavaleiro britânico vencedor da medalha de ouro olímpica pela Grã-Bretanha e o primeiro marido de Ana, Princesa Real, com quem tem dois filhos. Ele continua sendo uma figura de destaque nos círculos equestres britânicos, um notável designer de cursos de eventos e colunista da revista Horse & Hound.

## Biografia
Mark Phillips é filho do major Peter William Garside Phillips (1920–1998), e Anne Patricia Phillips (Tiarks) (1926–1988).
Mark Phillips foi educado na Escola Preparatória de Stouts Hill, em Marlborough College e na Real Academia Militar de Sandhurst. Em 1969, foi comissionado no 1st The Queen's Dragoon Guards, um regimento de cavalaria. No regimento, adquiriu o apelido de "Foggy", porque ele era considerado "ineficaz e grosso". Desde que deixou o Exército, ele continuou a se estilizar "Capitão Mark Phillips".
Em 1972, foi um membro do time de concurso completo de equitação britânico, o qual ganhou a medalha de ouro nas Olimpíadas de Munique. Ganhou o concurso Badminton Horse Trials, realizado anualmente em Badminton House, a residência dos Duques de Beaufort, em 1971 e 1972, cavalgando Great Ovation, em 1974, cavalgando Colombus, e em 1981, cavalgando Lincoln.
Foi através de suas atividades de equitação que ele conheceu a Princesa Ana, e eles se casaram no dia 14 de novembro de 1973, na Abadia de Westminster. O casal teve dois filhos: Peter Phillips (nascido em 15 de novembro de 1977) e Zara Phillips (nascida em 15 de maio de 1981). Acredita-se que a rainha tenha lhe oferecido um condado no dia de seu casamento, o qual ele recusou. Isso pode ter sido também um desejo da princesa Ana. Apesar dos numerosos rumores de uma relação tempestuosa, o casamento da princesa e do capitão não atraiu grande atenção da mídia. Em agosto de 1989, a Princesa Real e Phillips anunciaram sua intenção de se separar, pois o casamento estava sob tensão há vários anos. O casal raramente tinha sido visto em público juntos, e ambos estavam romanticamente ligados a outras pessoas.
Phillips é pai de Felicity Tonkin (nascida em agosto de 1985). A mãe da garota é Heather Tonkin, que apresentou uma demanda de paternidade numa corte da Nova Zelândia em 1991. Um teste de DNA confirmou mais tarde que Phillips realmente era o pai da criança. Em 1 de fevereiro de 1997, casou-se com Sandy Pflueger, um bem-sucedida adestradora americana. O casal teve uma filha, Stephanie Phillips, em 2 de outubro de 1997. Em 3 de maio de 2012, foi confirmado pelos advogados de Phillips que ele e Pflueger haviam se separado, após Phillips ter se envolvido com outra mulher, Lauren Hough.
Mark Phillips continua sendo uma figura-líder nos círculos de equitação britânicos e serve como chefe de equipe no time de concurso completo dos Estados Unidos.

## Títulos, estilos, honras e braços

### Fileiras militares
- Capitão (aposentado), tarde 1st The Queen's Dragoon Guards

### Honras nacionais
- Comandante da Real Ordem Vitoriana (15/08/1974).[9][10]
- Medalha Comemorativa do Jubileu de Prata da Rainha Isabel II (06/02/1977).[11]
- Medalha Comemorativa do Jubileu de Ouro da Rainha Isabel II (06/02/2002).[12]
- Medalha comemorativa do Jubileu de Diamante da Rainha Isabel II (06/02/2012).[12]
- Medalha comemorativa do Jubileu de Platina da Rainha Isabel II (06/02/2022).[13]

### Honras estrangeiras
- Comendador com Estrela da Ordem de Santo Olavo (Reino da Noruega, 13/04/1988).[11]

### Nomeações militares honorários
- 1 de fevereiro de 1984 - presente: Ajudante de campo de Sua Majestade a Rainha (AdC (P))